# Kururin Paradise
Kururin Paradise (くるりんパラダイス) es un videojuego de puzles desarrollado por 8ing y publicado por Nintendo para Game Boy Advance. Únicamente salió en el mercado japonés en 2002.
Se trata de la secuela directa de Kuru Kuru Kururin y, además, cuenta con otra secuela: Kururin Squash!.

## Historia
Tras los acontecimientos del primer juego, todo llegó a la calma en Kururin Village, aunque esta calma no duraría mucho tras la llegada de un grupo de magos anunciando que iban a dar un espectáculo de magia en vivo. Entusiasmados, la familia de Kururin y el profesor Hare se dirigiron al espectáculo de magia, pero nunca regresaron. Kururin no había ido con ellos al espectáculo puesto que había estado durmiendo durante todo ese tiempo... hasta que escuchó como le llamaban. Él se apresuró al espectáculo de magia, pero ya no había allí nada ni nadie. Sin saber dónde se encontraba su familia ni el profesor, se apresuró en volver a casa para montarse en su helicóptero, el Helerin, y así comenzar a buscarles.